# OETI – Institut fuer Oekologie, Technik und Innovation
OETI – Institut fuer Oekologie, Technik und Innovation GmbH (Eigenschreibweise OETI) ist ein Prüfinstitut für Oeko-Tex, Textilien, Leder, Due Diligence entlang der Textil- und Lederlieferkette,  Persönliche Schutzausrüstungen, Fußbodenbeläge, Innenraumausstattungsmaterialien und Innenraumluft mit Hauptsitz in Wien und 17 weiteren Repräsentanzen weltweit. Das OETI wurde 1967 als Österreichisches Teppichinstitut gegründet, 1978 nach einer Fusion in Österreichisches Textilforschungsinstitut umbenannt, und trägt seit 2009 die heutige Firma. Das Unternehmen gehört seit 2013 zum Testex-Konzern.

## Geschichte
Am 25. September 1967 gründen Fußbodenproduzenten das Österreichische Teppichinstitut (ÖTI) in Mödling als Teppichforschungs- und Prüfstelle in der Form eines Vereins. Zum Vorstandsvorsitz wurde Julius Pfeifer berufen. Anfangs bestanden die Einkünfte zu 60–70 % aus Mitgliedsbeiträgen. Institutsleiter wurde Wilhelm Herzog.
Ab 1971 war das OETI an der Erstellung von Teppich-Prüf- und Anforderungsnormen in Österreich und Europa beteiligt. So ist etwa die Einkräuselung von BCF Garnen (Teppichgarnen) die Grundlage für die deutsche Norm. 1977 wurde das Österreichische Teppichforschungsinstitut für die Entwicklung der Prüfverfahren im Bereich textile Bodenbeläge vom Forschungsförderungsfonds der Gewerblichen Wirtschaft gefördert. Ab 1979 war das OETI Teil des Internationalen Coordinierungs Committees (ICC), weitere Teilnehmer sind das deutsche Teppichforschungsinstitut und die Eidgenössische Materialprüfungs- und Forschungsanstalt (Empa) in St. Gallen.
1978 fusioniert das OETI am Standort in der Spengergasse 20, 1050 Wien mit dem Österreichischen Faserforschungsinstitut und hieß fortan Österreichisches Textilforschungsinstitut.
1989 entwickelte das OETI das Test- und Zertifizierungssystem Schadstoffgeprüft nach ÖTN 100, um dem zunehmenden öffentlichen Interesses an Textilökologie und Gesundheit Folge zu leisten. ÖTN ist die Abkürzung von Österreichische Textilforschungsinstituts-Norm. Diese Normen wurden vom OETI erstellt, insgesamt gab es 16 ÖTNs. Aus der ÖTN 100 Serie (ÖTN 100, ÖTN 100 – 115) Aus der Schadstoffprüfung von Textilien ging der heutige Oeko-tex(R) Standard 100 hervor.
1992 initiierte das Österreichische Textilforschungsinstitut die Gründung der Oeko-Tex-Gemeinschaft. 1993 begann die CE-Kennzeichnung für persönliche Schutzausrüstungen (PSA); die PSA-Richtlinie wird von der EU erlassen. 1994 wurde das Österreichische Textil-Forschungsinstitut gemäß EN 45001 akkreditiert. Gegenwärtig: ISO 17025 (0012) Akkreditiert durch „Akkreditierung Austria“ (Bundesministerium für Digitalisierung und Wirtschaftsstandort) als Prüfstelle gemäß EN ISO/IEC 17025. ISO 17065 (0942) Akkreditiert durch „Akkreditierung Austria“ (Bundesministerium für Digitalisierung und Wirtschaftsstandort) als Produktzertifizierungsstelle akkreditiert gemäß EN ISO/IEC 17065.
1995 erfolgte die Notifizierung in Brüssel als notifizierte Stelle 0534 für Baumusterprüfungen und Überwachung der Qualitätssicherung für das Endprodukt von persönlichen Schutzausrüstungen entsprechend PSA-SV, BGBL. 596/1994 und Verordnung (EU) 2016/425 (PSA-Verordnung) über persönliche Schutzausrüstungen. sowie für Bauprodukte nach der Bauprodukteverordnung 305/2011.
2009 erfolgte die Umfirmierung zur GmbH. Das OETI heißt seitdem Öti – Institut für Ökologie, Technik und Innovation GmbH. 2013 übernahm die Schweizer Testex 100 % der Anteile. In der Jahresabschluss 2013/14 der Testex AG wurde die Beteiligung an der OETI mit 1 Mio. EUR bilanziert. Seit 2020 lautet der Firmenname „OETI – Institut fuer Oekologie, Technik und Innovation GmbH“. 2023 kaufte OETI    das deutsche Unternehmen ECS, um sein Services-Portfolio im Bereich persönlicher Schutzausrüstungen (PSA) zu erweitern.

## Geschäftsfelder und Niederlassungen
Das OETI hat zwei Geschäftsbereiche: Ökologie und Geschäftsbereich Technik, welcher die Abteilungen Textiltechnik und Persönliche Schutzausrüstung (PSA) sowie Fußbodentechnik und Innenraumausstattung umfasst.
Als Gründungsmitglied und Prüfinstitut der Internationalen Oeko-Tex-Gemeinschaft zertifiziert das OETIProdukte entlang der textilen Kette nach Oeko-Tex Standard 100 und entlang der Leder-Kette nach Oeko-Tex Leather Standard sowie Produktionsstätten nach dem Zertifizierungssystem Oeko-Tex Step. Mit dem Konsumentenlabel Oeko-Tex Made in Green zeichnet das Institut schadstoffgeprüfte Textilien aus nachhaltiger Produktion aus. Mit dem Oeko-Tex Eco Passport zertifiziert es Färbemittel, Hilfsmittel und Chemikalien. Weitere Zertifizierungen sind Oeko-tex Organic Cotton und Oeko-tex Responsible Business.
Mit seinen 17 Verkaufsrepräsentanzen in Ägypten, Bangladesh, Bosnien-Herzegowina, Griechenland, Indien, Iran, Israel, Italien, Kroatien, Marokko, NordMazedonien, Moldawien, Pakistan, Serbien, Tschechien, Türkei und Ukraine verfügt das OETI gemeinsam mit seiner Muttergesellschaft Testex AG global über mehr als 30 Niederlassungen.